# Jeune Fille au divan
Jeune Fille au divan est un tableau réalisé par l'artiste française Berthe Morisot en 1893. Cette huile sur toile représente une jeune femme en robe verte étendue sur une méridienne derrière laquelle on remarque un gros pot bleu. Don de Lucien Vollard, le frère du marchand d'art Ambroise Vollard, la peinture est conservée depuis 1947 au musée Léon-Dierx, à Saint-Denis de La Réunion.